# Elis Torhall
Elis Torhall (Jönköping, 27 de junio de 2004) es un deportista sueco que compite en parkour.
Ganó una medalla de oro en el Campeonato Mundial de Parkour de 2024, en la prueba de estilo libre. Además, consiguió una medalla de plata en los Juegos Mundiales de 2022.

## Palmarés internacional
| Campeonato Mundial | Campeonato Mundial | Campeonato Mundial | Campeonato Mundial |
| Año                | Lugar              | Medalla            | Prueba             |
| ------------------ | ------------------ | ------------------ | ------------------ |
| 2024               | Kitakyushu (Japón) | Medalla de oro     | Estilo libre       |